# Camarillo
Camarillo is een plaats (city) in de Amerikaanse staat Californië, en valt bestuurlijk gezien onder Ventura County.

## Demografie
Bij de volkstelling in 2000 werd het aantal inwoners vastgesteld op 57.077.
In 2006 is het aantal inwoners door het United States Census Bureau geschat op 62.489, een stijging van 5412 (9,5%).

## Geografie
Volgens het United States Census Bureau beslaat de plaats een oppervlakte van
49,1 km², waarvan 49,0 km² land en 0,1 km² water. Camarillo ligt op ongeveer 44 m boven zeeniveau.

## Geboren
- Tom Lenk (1976), acteur
- Bob Bryan (1978), tennisser
- Mike Bryan (1978), tennisser
- Jason Wade (1980), zanger
- Kaley Cuoco (1985), actrice

## Plaatsen in de nabije omgeving
De onderstaande figuur toont nabijgelegen plaatsen in een straal van 16 km rond Camarillo.